# Elina Zwierawa
Elina Aliaksandrauna Zwierawa, białorus. Эліна Аляксандраўна Зверава, ros. Эллина Александровна Зверева (ur. 16 listopada 1960 w Dołgoprudnym) – białoruska lekkoatletka, która początkowo reprezentowała Związek Radziecki, specjalizująca się w rzucie dyskiem.
Wielkie sukcesy sportowe osiągnęła w wieku dojrzałym. Mistrzyni olimpijska z Sydney (2000). Trzykrotna medalistka mistrzostw świata – Göteborg 1995, Edmonton 2001 (dwa złota) oraz Ateny 1997 (srebro). Na początku lat 90. XX wieku była zawieszona za stosowanie niedozwolonego dopingu. Rekord życiowy: 71,58 (12 czerwca 1988, Leningrad). Wynik ten jest aktualnym rekordem Białorusi.

## Osiągnięcia
| Rok  | Impreza                  | Miejsce       | Lokata            | Wynik |
| ---- | ------------------------ | ------------- | ----------------- | ----- |
| 1988 | Igrzyska olimpijskie     | Seul          | 5. miejsce        | 68,94 |
| 1990 | Mistrzostwa Europy       | Split         | 6. miejsce        | 63,88 |
| 1991 | Mistrzostwa świata       | Tokio         | 9. miejsce        | 63,22 |
| 1993 | Mistrzostwa świata       | Stuttgart     | el. – 16. miejsce | 59,84 |
| 1994 | Superliga Pucharu Europy | Birmingham    | 3. miejsce        | 62,92 |
| 1994 | Mistrzostwa Europy       | Helsinki      | 2. miejsce        | 64,46 |
| 1994 | Finał Grand Prix IAAF    | Paryż         | 3. miejsce        | 63,96 |
| 1995 | Mistrzostwa świata       | Göteborg      | 1. miejsce        | 68,64 |
| 1996 | Igrzyska olimpijskie     | Atlanta       | 3. miejsce        | 65,64 |
| 1996 | Finał Grand Prix IAAF    | Mediolan      | 2. miejsce        | 64,66 |
| 1997 | Mistrzostwa świata       | Ateny         | 2. miejsce        | 65,90 |
| 1998 | Mistrzostwa Europy       | Budapeszt     | 4. miejsce        | 65,92 |
| 1999 | Mistrzostwa świata       | Sewilla       | 10. miejsce       | 62,75 |
| 2000 | Igrzyska olimpijskie     | Sydney        | 1. miejsce        | 68,40 |
| 2000 | Finał Grand Prix IAAF    | Doha          | 2. miejsce        | 63,96 |
| 2001 | Mistrzostwa świata       | Edmonton      | 1. miejsce        | 67,10 |
| 2002 | Finał Grand Prix IAAF    | Paryż         | 3. miejsce        | 63,28 |
| 2004 | Igrzyska olimpijskie     | Ateny         | el. – 15. miejsce | 60,63 |
| 2005 | I liga pucharu Europy    | Leiria        | 2. miejsce        | 60,12 |
| 2006 | Zimowy puchar Europy     | Tel Awiw-Jafa | 4. miejsce        | 60,63 |
| 2006 | I liga pucharu Europy    | Praga         | 2. miejsce        | 58,38 |
| 2006 | Mistrzostwa Europy       | Göteborg      | 6. miejsce        | 61,72 |
| 2006 | Finał IAAF               | Stuttgart     | 4. miejsce        | 60,91 |
| 2008 | Igrzyska olimpijskie     | Pekin         | 6. miejsce        | 60,82 |
| 2009 | Mistrzostwa świata       | Berlin        | niesklasyfikowana |       |